# Gottfried von Banfield

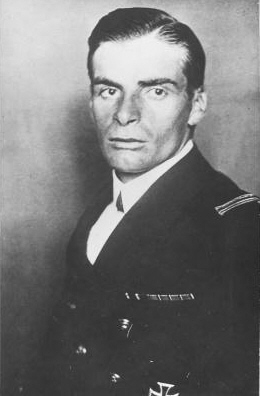
Gottfried von Banfield

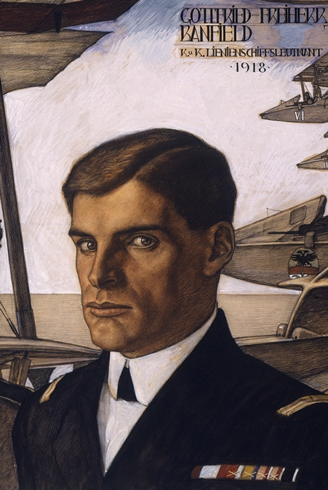
Gottfried von Banfield, 1918. Porträt von Karl Sterrer (HGM)

Gottfried Banfield, ab 1917 Freiherr von Banfield, (* 6. Februar 1890 in Castelnuovo, Dalmatien, Österreich-Ungarn; † 23. September 1986 in Triest) war der erfolgreichste österreichisch-ungarische Marineflieger im Ersten Weltkrieg. Er ging als „Adler von Triest“ und letzter lebender Träger des Maria-Theresien-Ordens in die Geschichte ein.

## Leben

### Vor dem Ersten Weltkrieg
Gottfried Banfield wurde 1890 in Castelnuovo geboren. Seine Vorfahren stammten aus Irland, seine Mutter war die Tochter des ersten Freiherrn Mumb von Mühlheim. Er besuchte die Militär-Unterrealschule in Sankt Pölten und die Marineakademie Fiume, am 17. Juni 1909 wurde er als Seekadett ausgemustert. Im Mai 1912 wurde er zum Fregattenleutnant befördert. Einen Monat später begann er die Pilotenausbildung an der Flugschule in Wiener Neustadt und erhielt im August die Fluglizenz. Auf der Seeflugstation der Insel Santa Catarina vor Pula trainierte er den Seeflug. Bei einer Notlandung verletzte er sich 1913 so stark am Bein, dass er bis zum Kriegsausbruch nicht mehr einsatzfähig war.

### Dienst im Ersten Weltkrieg
Zu Beginn des Ersten Weltkrieges flog Banfield von der Seeflugstation Kumbor aus das der SMS Zrinyi zugeordnete Aufklärungsflugzeug in Aufklärungs- und Erkundungseinsätzen. In der folgenden Zeit arbeitete er als Testpilot und Ausbilder auf Santa Catarina. Nach dem Kriegseintritt Italiens 1915 wurde er mit dem Aufbau einer weiteren Seeflugstation bei Triest beauftragt und nach deren Fertigstellung zu ihrem Befehlshaber ernannt. Diese Funktion hatte er bis zum Kriegsende inne.
Hier war er so erfolgreich, dass ab Anfang 1916 Nachschubwege der Italiener bombardiert werden konnten. Auch Venedig (das Arsenal, die Stazione Marittima und der Hauptbahnhof Santa Lucia) gehörten zu den strategischen Zielen. Die Bombardierung von Venedig machte Karl Kraus zum Thema einer Szene in seinen Drama "Die letzten Tage der Menschheit". 
Das Verbot Kaiser Karls, Luftangriffe auf Venedig durchzuführen (Dezember 1916), beurteilte Banfield so: „Da Fliegerangriffe unterblieben, konnten die italienischen Verteidigungskräfte anderweitig eingesetzt werden. Die Batterien wurden an den Isonzo verlegt, die bisher defensiv verwendeten Geschwader hatten freie Hand, ihrerseits zur Offensive überzugehen, etwa den österreichischen Zentralkriegshafen Pola anzugreifen, und die Rüstungsbetriebe im Raum Venedig liefen ohne Störungen auf vollen Touren. Die Rücksichtnahme brachte also in den großen Zusammenhängen Gefahrenmomente und bot dem Gegner eine Vorgabe.“
Banfield ist mit 9 bestätigten und 11 unbestätigten Luftsiegen der erfolgreichste österreichisch-ungarische Marineflieger und belegt den 6. Platz der erfolgreichsten Fliegerasse Österreich-Ungarns. Dass er die meisten Einsätze über der nördlichen Adria flog und deshalb viele seiner angegebenen Luftsiege nicht bestätigt werden konnten, erklärt seine hohe Zahl an unbestätigten Luftsiegen. Linienschiffsleutnant Gottfried Banfield errang am 31. Mai 1917 den ersten Luftsieg bei Nacht in der Luftkriegsgeschichte. Um 22:30 Uhr zwang er ein italienisches Seeflugboot in der Nähe von Schloss Miramare zur Landung.

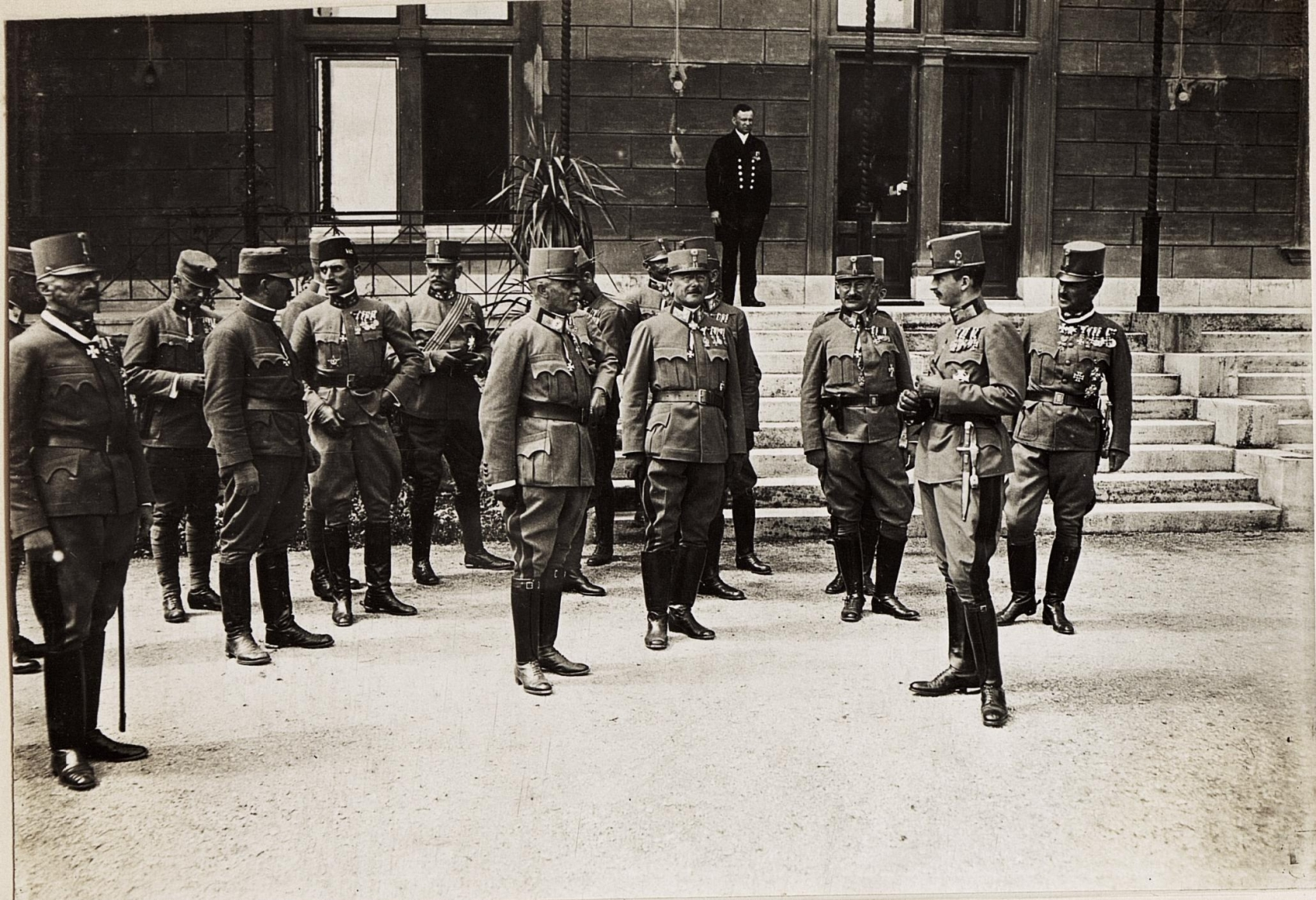
180. Promotion des Militär-Maria-Theresien-Ordens am 17. August 1917 in der Villa Wartholz, bei der auch Banfield (im Bild ganz hinten auf der Treppenempore stehend) sein Ordenskreuz erhielt

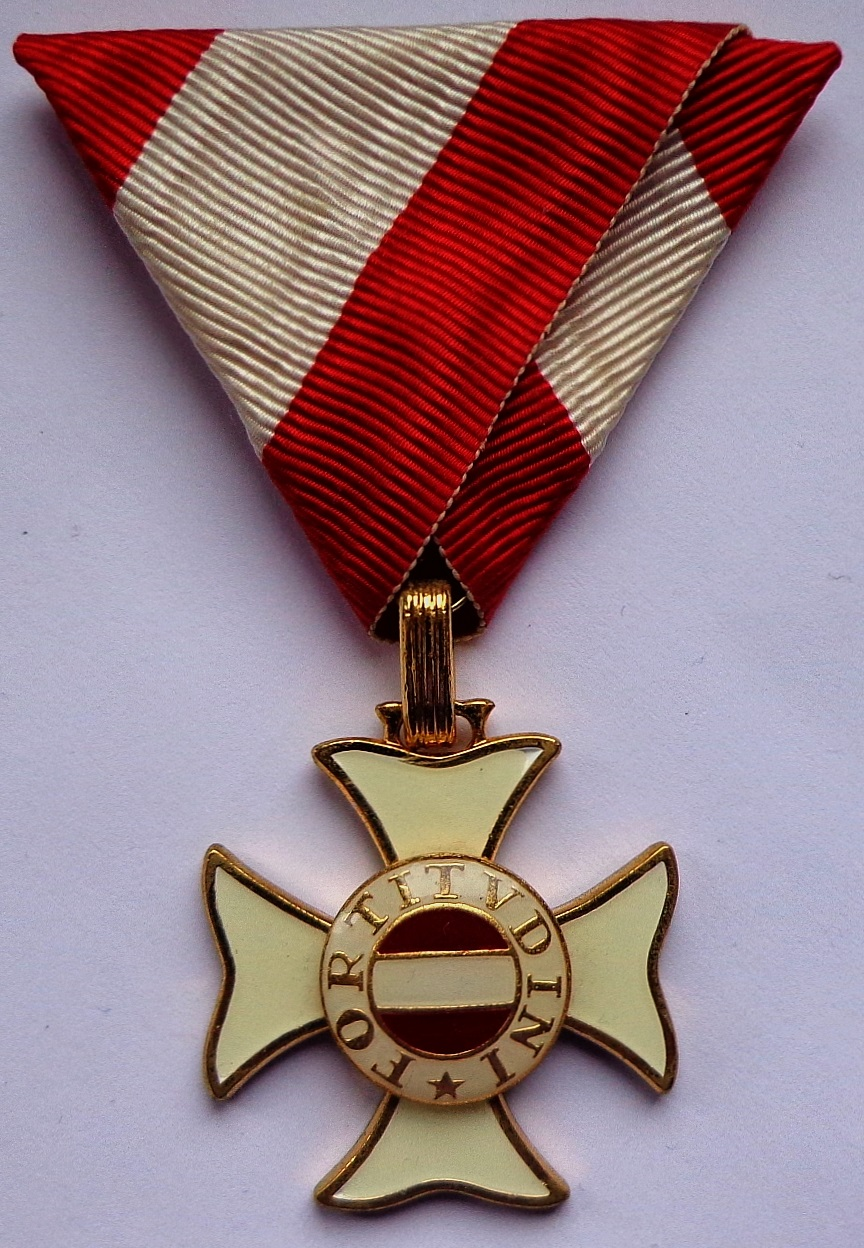
Ritterkreuz des Militär-Maria-Theresien-Ordens

Für seine militärischen Verdienste erhielt Banfield hohe Auszeichnungen: 1916 wurde er mit der Großen Militärverdienstmedaille ausgezeichnet, die als „besondere und allerhöchste Anerkennung“ des Kaisers insgesamt an nur 30 Personen verliehen wurde. Von den Trägern dieser seltenen Auszeichnung standen 28 im Generalsrang, die beiden anderen waren Banfield selbst sowie der Chiffrier-Experte Oberstleutnant Hermann Pokorny (1882–1960). Im Jahr 1917 wurde er als einziger Flieger mit dem Maria-Theresia-Orden ausgezeichnet, den er zusammen mit 24 anderen Trägern anlässlich der 180. Promotion des Maria-Theresia-Ordens am 17. August 1917 durch Kaiser Karl in der Villa Wartholz erhielt. Aufgrund der Ordensstatuten wurde er in den Freiherrenstand erhoben.

### Nach dem Ersten Weltkrieg
Nach dem Ersten Weltkrieg und dem Zerfall Österreich-Ungarns wählte Banfield die italienische Staatsbürgerschaft. Er ging mit seiner Frau, der aus Triest stammenden Gräfin Maria Tripcovich, nach England, wo 1920 sein Sohn Raffaello de Banfield geboren wurde. Nach seiner Rückkehr nach Triest wurde Banfield Leiter der Trampschifffahrts-Reederei Diodato Tripcovich und Konsorten, die er von seinem Schwiegervater übernahm.
Banfield starb 1986 in Triest und wurde in der Familiengruft der Tripcovich beigesetzt. Er war der letzte lebende Maria-Theresien-Ritter. Zum Gedenken benannte sich der Ausmusterungsjahrgang 1990 der Theresianischen Militärakademie in Wiener Neustadt, dessen Angehörige großteils in Banfields Todesjahr 1986 ihren Grundwehrdienst begonnen hatten, „Jahrgang Banfield“.

## Werke
- Der Adler von Triest. Der letzte Maria-Theresien-Ritter erzählt sein Leben. Kommentiert von Gunther Martin. Mit einem Vorwort von Rudolf Henz. Styria, Graz u. a. 1984, ISBN 3-222-11530-3.

## Museale Rezeption
Im Heeresgeschichtlichen Museum in Wien, in welchem die Geschichte der k.u.k. Kriegsmarine im Detail dokumentiert ist, befindet sich ein Gemälde von Karl Sterrer aus dem Jahr 1918, welches den Linienschiffsleutnant Gottfried von Banfield als Kommandanten der Seeflugstation in Triest zeigt, flankiert von zwei bald darauf gefallenen Flugzeugführern. Weiters ist auch ein k.u.k. Seeflugzeugführerabzeichen M.1915 aus dem Besitz von Gottfried von Banfield ausgestellt.